# Great Trek
Great Trek var en østlig og nordøstlig migration i 1830– og 1840'erne af de afrikaanerne, kendt som boere (hollansk/afrikaans for "bønder"), som stammede fra nybyggere fra Vesteuropa, især fra Holland.